# Nicolas Sanson

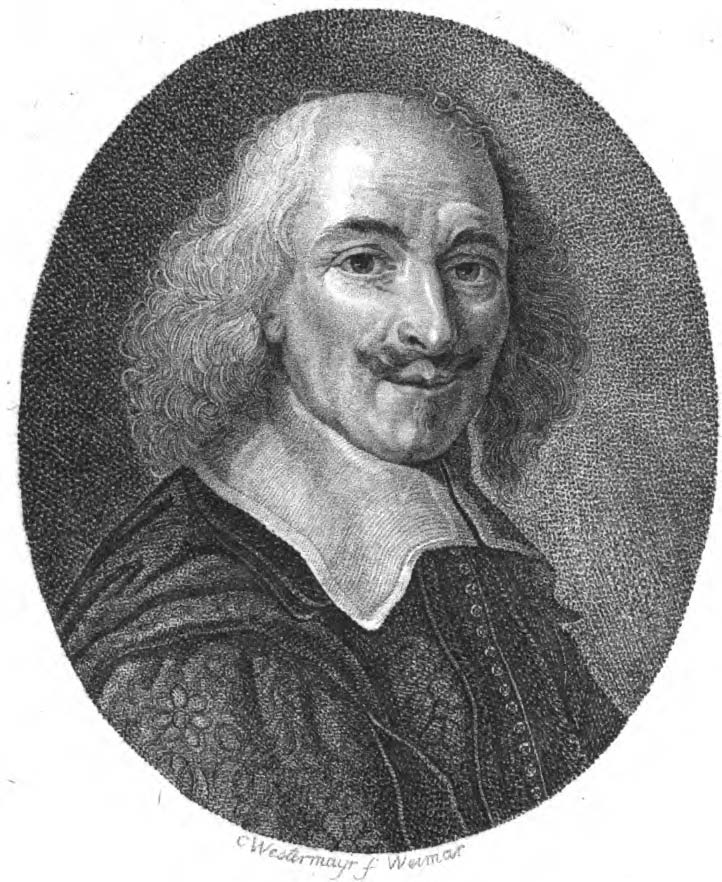
Nicolas Sanson

Nicolas Sanson (ur. 20 grudnia 1600 w Abbeville, zm. 7 lipca 1667) – francuski geograf i kartograf. Był założycielem francuskiej szkoły kartograficznej (tzw. szkoły z Dieppe) oraz geografem Ludwika XIV. Stworzył wiernopowierzchniową siatkę kartograficzną dla całej Ziemi.
Autor m.in. mapy Pomorza (w granicach dawnego księstwa pomorskiego) z 1654 roku.

## Galeria wybranych map Sansona

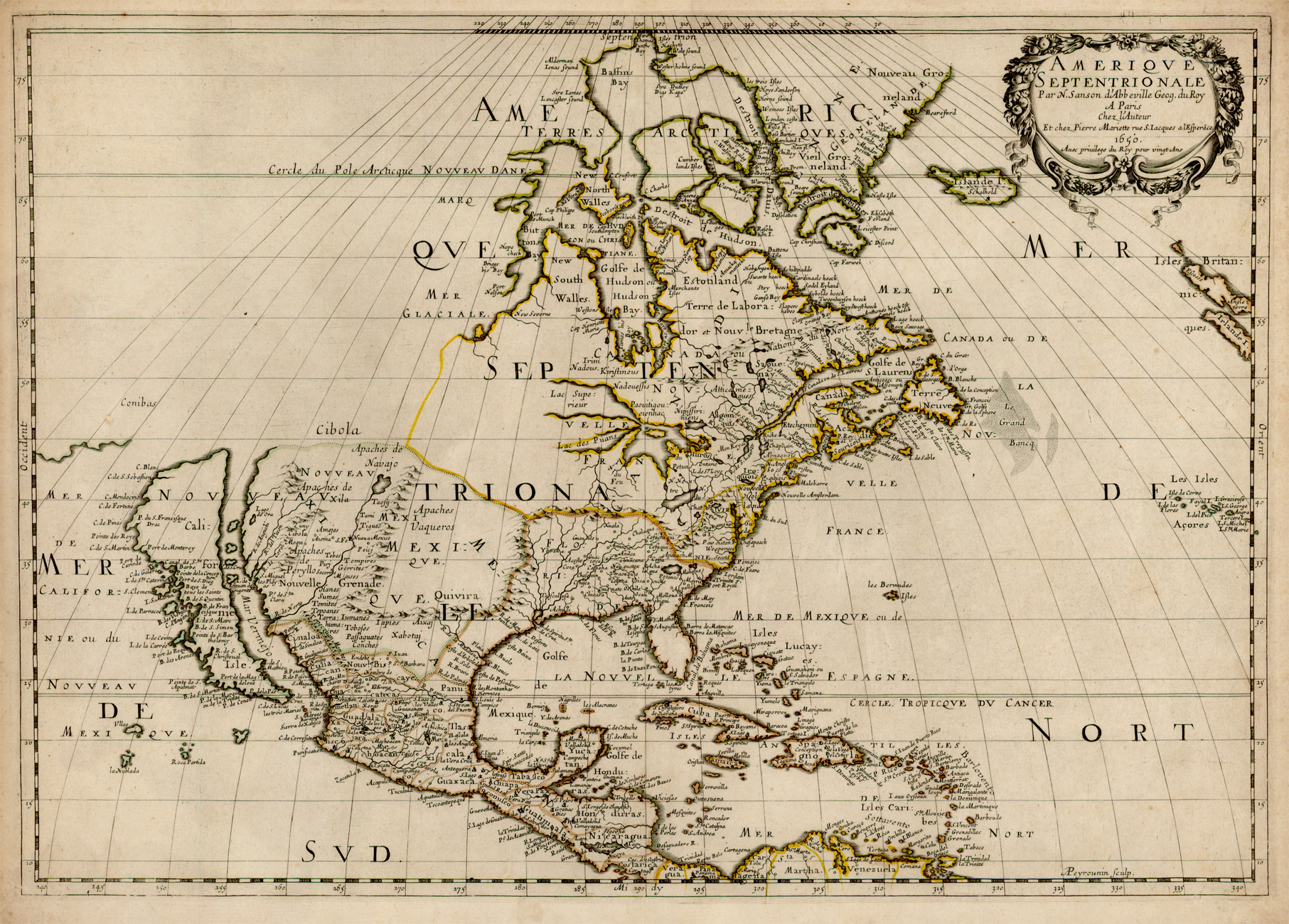
Mapa Ameryki Północnej, 1650
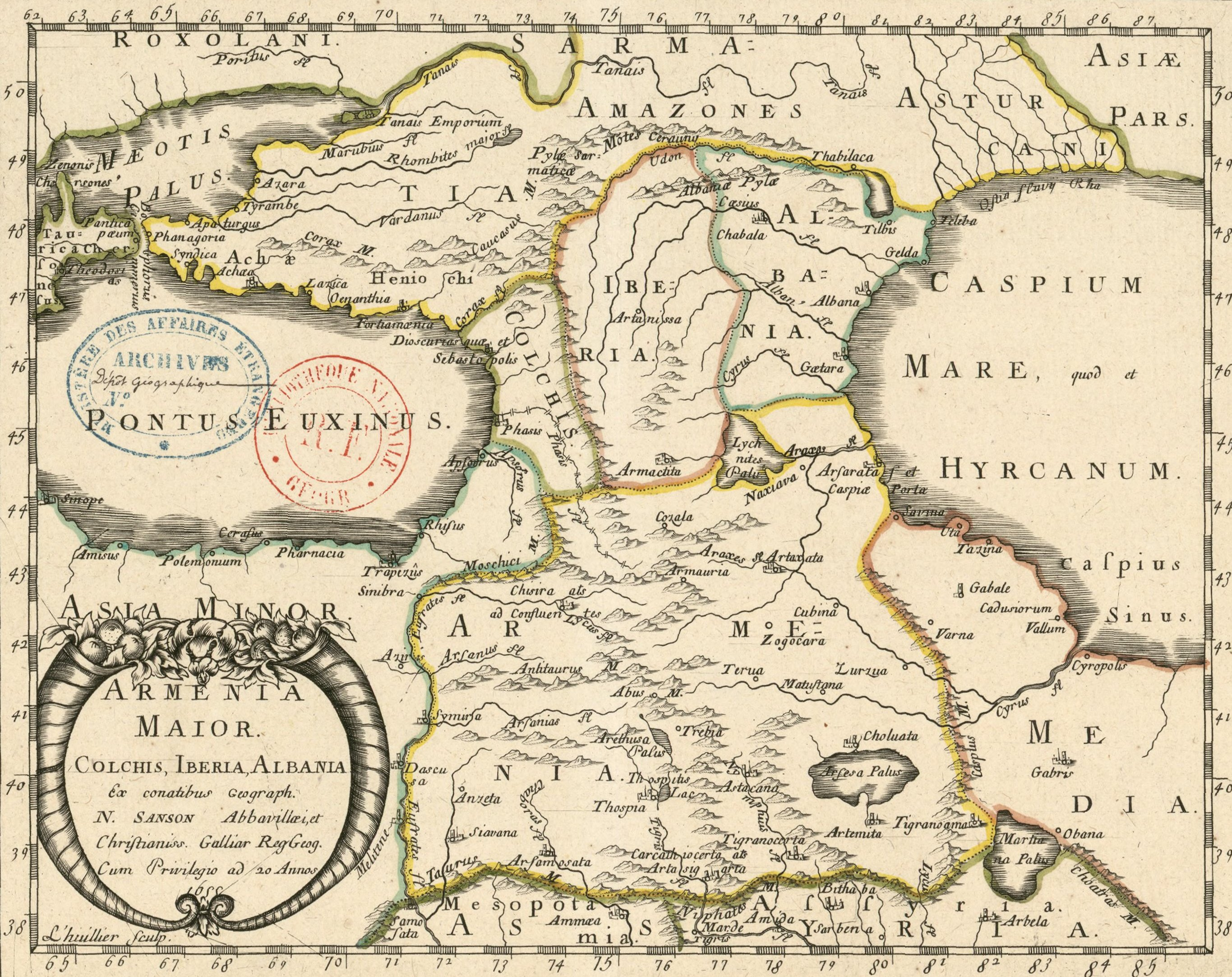
Mapa Kolchidy, Albanii, Wielkiej Armenii i Iberii, 1655
Mapa Królestwa Francji, 1678
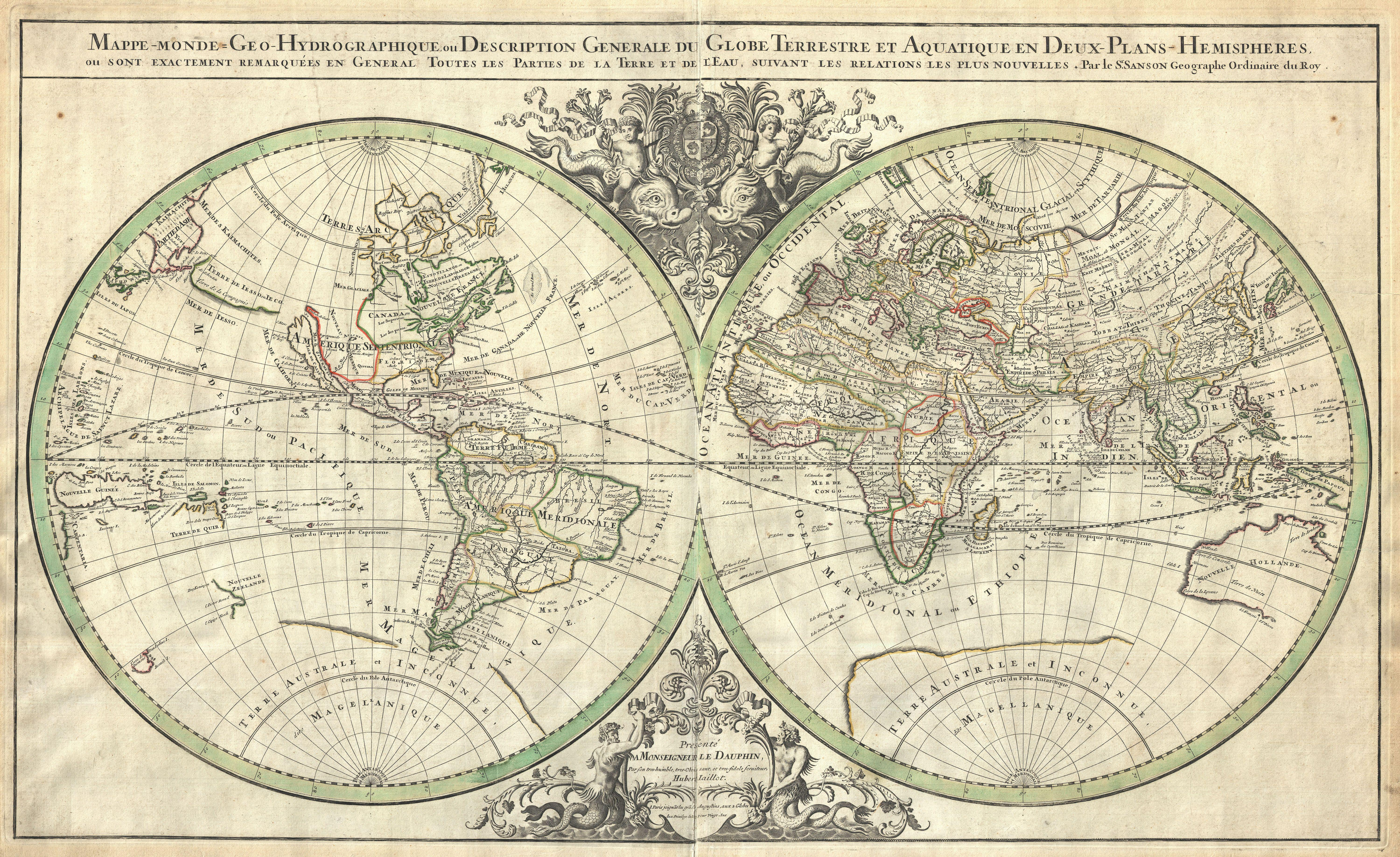
Mapa Świata, 1691